# Emerich Robert

Emerich Robert (1878)

Emerich Robert (eigentlich Emmerich Magyar; * 21. Mai 1847 in Pest; † 29. Mai 1899 in Würzburg) war ein österreichischer Schauspieler, Sänger (Tenor) und Regisseur ungarischer Herkunft.

## Leben
Robert kam 1856 zusammen mit seiner Familie nach Wien und besuchte dort zwischen 1860 und 1865 das akademische Gymnasium. Nach dem Wunsch seiner Familie sollte er eigentlich Rechtswissenschaften studieren, aber ab 1864 nahm er Privatstunden – „dramatische Stunden“ – bei dem Schauspieler Joseph Lewinsky und machte durch seinen Lehrer bald auch schon die Bekanntschaft mit dem Direktor des Burgtheaters Heinrich Laube.
Nach fast zweijährigem Unterricht bei Lewinsky und von diesem unterstützt, konnte Robert am 6. September 1865 in der Rolle des „Ferdinand“ am Aktientheater in Zürich erfolgreich debütieren. Mit Wirkung vom 1. Mai 1866 wechselte er dann ans Hoftheater Stuttgart und ungefähr ab dieser Zeit wurde Robert von seinem Publikum liebevoll Der Schöne Robert genannt.

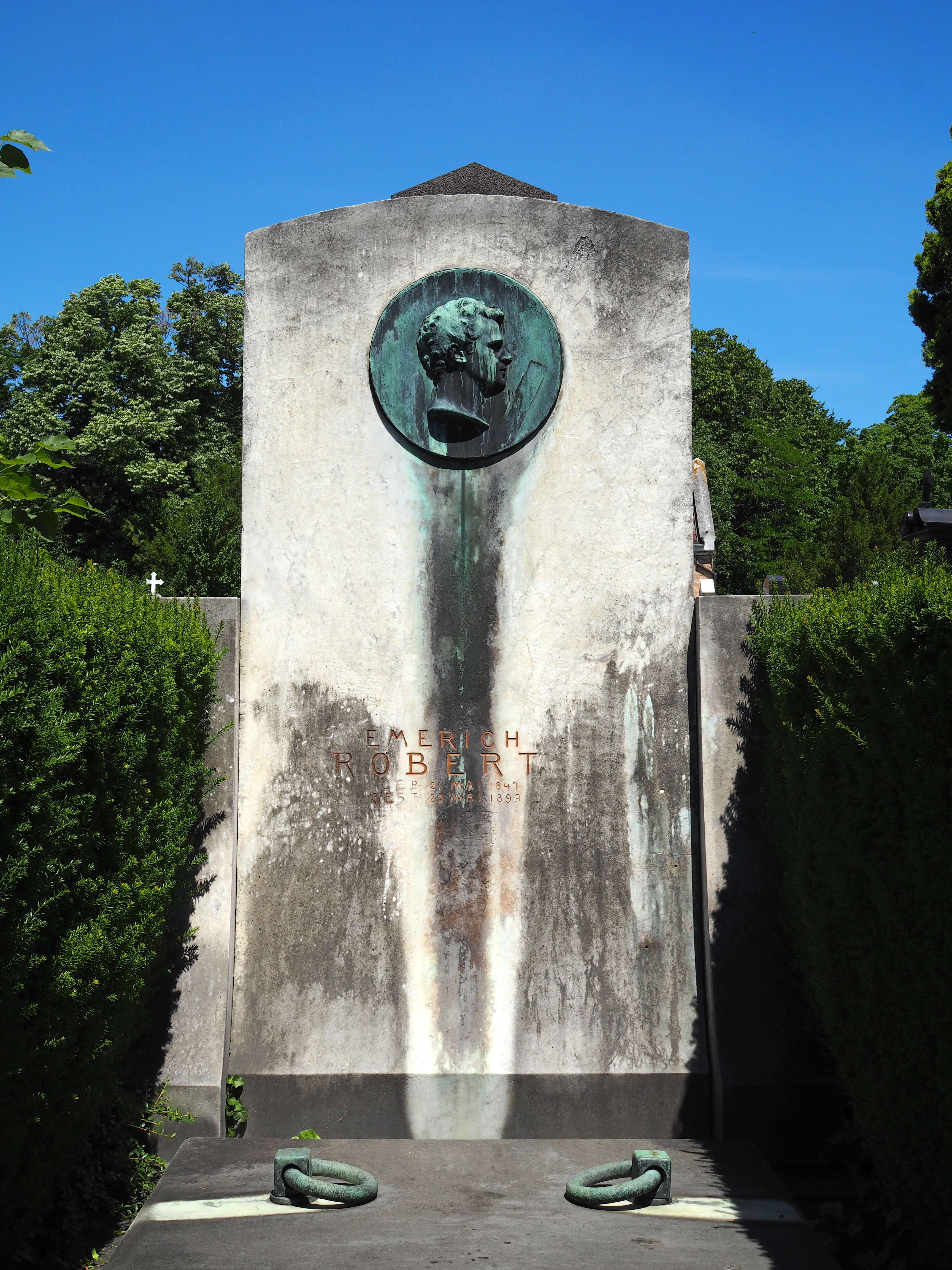
Grab von Emerich Robert auf dem Hietzinger Friedhof

Dort erlebte ihn der Schriftsteller Albert Emil Brachvogel und empfahl ihn der Direktion des Berliner Hofschauspielhauses. Im August 1867 wurde er dort zu einem Gastspiel eingeladen und am 7. Juni des darauffolgenden Jahres debütierte er bereits als „Romeo“. Noch im selben Jahr wurde er auf Lebenszeit an diesem Theater verpflichtet.
1872 wurde Robert von Heinrich Laube an das neugegründete Stadttheater geholt. Als Laube seine Leitung zum ersten Mal niederlegte, kündigte auch Robert und startete eine ausgedehnte Gastspielreise. Mit sehr großem Erfolg war er auf etlichen Bühnen Deutschlands und Österreichs zu sehen. Als Ehrenmitglied der Meininger war er zusammen mit diesem u. a. als „Marc Anton“ und „Leontes“ zu sehen.
1875 kehrte Robert fast zeitgleich mit Laube ans Wiener Stadttheater zurück. Von dort engagierte ihn Direktor Franz von Dingelstedt und nahm ihn auf Lebenszeit in das Ensemble des Burgtheaters auf. Am Stadttheater blieb Robert bis 1878 und gab am 1. April in der Rolle des „Hamlet“ seine Abschiedsvorstellung. Bereits Anfang Oktober desselben Jahres war er als „Fiesco“ dann am Burgtheater zu sehen.
Am 7. März 1899 war Robert zum letzten Mal auf der Bühne zu sehen. Sein nicht mehr zu ignorierendes Darmleiden versuchte Robert durch einen Kuraufenthalt in Bad Kissingen zu lindern. Da jedoch eine weitere Verschlimmerung das Zustandes eintrat (Verlegung des Darmes), begab sich Emerich Robert auf Anraten der Ärzte zu einem Eingriff an die Klinik des Chirurgen Andreas Rosenberger nach Würzburg. Da das Leiden als nicht mehr operabel erkannt wurde, unterblieb der Eingriff, und Robert erlag (eine Woche nach seinem 52. Geburtstag) am 29. Mai 1899 einer Herzschwäche. Der Theaterkritiker Anton Lindner verfasste einen bemerkenswerten Nachruf.
Emerich Robert wurde in Wien auf dem Hietzinger Friedhof in einem ehrenhalber gewidmeten Grab (Gruppe 19, Nummer 3) bestattet.

## Familie
Robert heiratete 1882 Natalie Kübeck von Kübau, geborene von Loosey, deren erste Ehe mit dem Politiker Max Kübeck von Kübau im selben Jahr geschieden worden war.
Die Malerin und Grafikerin Marie Magyar (1879–1942) war seine Nichte.

## Zitat
Der langjährige Stuttgarter Kritiker Adolf Müller-Palm schrieb in seinen Briefen aus der Bretterwelt:

„Am 11. Mai 1866 erschien ein schlanker, bildhübscher dunkellockiger Jüngling aus dem Lande Lenaus, mit einem Temperamente, das Feuer aus dem Boden schlug, wo immer er stand …“

## Rollen (Auswahl)
- Hamlet – Hamlet (William Shakespeare)
- Romeo – Romeo und Julia (William Shakespeare)
- Marcus Antonius – Antonius und Cleopatra (William Shakespeare)
- Ferdinand – Egmont (Johann Wolfgang von Goethe)
- Karlos –  Don Karlos (Friedrich Schiller)
- Herostrat – Herostrat (Ludwig Fulda)
- Fiesco – Die Verschwörung des Fiesco zu Genua (Friedrich Schiller)
- Gyges – Gyges und sein Ring (Friedrich Hebbel)
- Coriolan – Coriolanus (William Shakespeare)
- Tasso – Torquato Tasso (Johann Wolfgang von Goethe)
- Krasinsky – Probepfeil (Oskar Blumenthal)
- Bellac – Eine Welt, in der man sich langweilt (Édouard Pailleron)
- Solness – Baumeister Solness (Henrik Ibsen)
- Paracelsus – Paracelsus (Arthur Schnitzler)
- Ajax – Die schöne Helena (Jacques Offenbach)
- Melchthal – Wilhelm Tell (Friedrich Schiller)
- Franz – Götz von Berlichingen (Johann Wolfgang von Goethe)
- Ludwig XIX. – Prinzessin Montpensier (Albert Emil Brachvogel)
- Demetrius – Demetrius (Friedrich Schiller)
- Leontes – Ein Wintermärchen (William Shakespeare)
- Homburg – Prinz Friedrich von Homburg oder die Schlacht bei Fehrbellin (Heinrich von Kleist)

## Ehrungen
Nach Aufbahrung und Einsegnung in seiner Villa, Wattmanngasse 28, Wien-Hietzing, wurde Emerich Robert am 3. Juni 1899 in einem von der Stadt Wien gewidmeten Ehrengrab auf dem Hietzinger Friedhof (Gruppe 19, Nr. 3) beigesetzt.